# 最佳拍档之醉街拍档
《最佳拍檔之醉街拍檔》由錢嘉樂導演，譚詠麟、梁朝偉、鍾麗緹、朱潔儀及吳鎮宇主演的動作喜劇。本片多处摹仿《最佳拍檔》系列 电影桥段，包括使用《最佳拍檔》之原曲。
在大陆地区该电影称为《爱在香江》。

## 劇情
獨行少女萬玲在一次交易中騙取了黑幫大哥雷雨揚二百萬元而被追殺，與此同時，在另一次黑幫交易中誤將浩式的父親氣死，浩母誓要兒子為父報仇及繼承黑幫之首一職，並派醉鎗助他一臂之力。
經過多次暗殺失手，得知玲之父母皆被黑幫所害而死，姊姊萬利因此而導致痴痴呆呆，所以長大後處處與黑幫作對。
在連場鬥智鬥趣的追殺行動中，誤打誤撞下擒獲雷雨揚而立下大功，浩式與醉鎗更成為「醉街拍檔」。

## 角色
| 角色       | 演員   | 配音員 | 介紹                              |
| 浩式       | 譚詠麟 | 譚詠麟 | 黑社會大佬之子 25歲               |
| 醉槍       | 梁朝偉 | 梁朝偉 | 擅長射擊 酗酒 警方臥底            |
| 萬玲       | 鍾麗緹 | 曾秀清 | 萬莉之妹                          |
| 萬莉       | 朱潔儀 | 鄭麗麗 | 萬玲之姐 童年被壞人驚嚇而變成弱智 |
| 雷雨揚     | 吳鎮宇 | 吳鎮宇 | 鎮宇的大佬                        |
| 鎮宇       | 雷宇揚 | 雷宇揚 | 雷雨揚的下屬                      |
| 情緣巴士站 | 陳 豪  | 陳 豪  | 雷雨揚的下屬                      |
|            | 肥媽   | 肥媽   | 浩式母親                          |
|            | 林國斌 |        | 浩式下屬                          |
|            | 周比利 | 盧雄   | 雷雨揚的打手                      |
|            | 錢嘉樂 |        | 鎮宇的下屬打手                    |
|            | 錢小豪 |        | 愛改裝車的司機                    |
|            | 谷德昭 | 盧雄   | 鎮宇的下屬打手                    |
| 陳律師     | 黃子華 | 黃子華 | 特別演出                          |
|            | 黃百鳴 | 黃百鳴 | 警司                              |
|            | 未具名 | 盧雄   | 浩式叔父                          |

## 電影歌曲
- 主題曲《醉街拍檔》主唱：譚詠麟
- 插曲《半夢半醒》主唱：譚詠麟

## 外部連結
- 開眼電影網上《最佳拍档之醉街拍档》的資料（繁體中文）
- 香港影庫上《最佳拍档之醉街拍档》的資料（繁體中文）
- 时光网上《最佳拍档之醉街拍档》的資料（简体中文）
- 豆瓣电影上《最佳拍档之醉街拍档》的資料 （简体中文）
- 爛番茄上《最佳拍档之醉街拍档》的資料（英文）
- AllMovie上《最佳拍档之醉街拍档》的资料（英文）
- 互联网电影数据库（IMDb）上《最佳拍档之醉街拍档》的资料（英文）